# Epidico
Epidico (Epidicus) è una commedia scritta da Tito Maccio Plauto.
La commedia ci riporta alla vicenda tipo plautina: un servus callidus, per aiutare gli amori del padroncino, fa uso della sua astuzia tramando inganni ai danni del vecchio padrone.

## Trama
Epidico, il servo che dà il nome alla commedia, deve intervenire due volte per assicurare al proprio padroncino le ragazze di cui è innamorato. La prima volta Stratippocle si innamora di una suonatrice di cetra, ambita anche da un soldato. Epidico fa quindi credere a Perifane, padre di Stratippocle, che la ragazza sia in realtà sua figlia, avuta in giovane età. Il senex, quindi, la affranca. 
Stratippocle parte poi per la guerra, e si innamora di una seconda ragazza, Telestide. Per affrancarla contrae un debito con un usuraio, e torna quindi ad Atene. Epidico elabora quindi un secondo piano per trovare il denaro con cui ripagare l'usuraio: dice a Perifane che il figlio si è innamorato di una cortigiana, gli suggerisce di comprarla per battere sul tempo il figlio e di rivenderla a un soldato interessato alla ragazza. Epidico noleggia quindi una nuova suonatrice per recitare la parte della cortigiana. 
Gli imbrogli sono però scoperti. Giunge ad Atene il soldato che non riconosce nella suonatrice noleggiata la donna che gli interessa. Arriva poi anche Filippa, antica amante di Perifane, che non riconosce nella prima suonatrice di cetra acquistata da Perifane la figlia avuta dalla loro antica relazione. La figlia è però riconosciuta proprio nella seconda amante di Stratippocle, Telestide.